# منطقة المشاريع الحضرية
منطقة المشاريع الحضرية هي منطقة تنفَذ فيها السياسات الرامية إلى تشجيع النمو الاقتصادي والتنمية. تقدم سياسات مناطق المشاريع الحضرية عمومًا امتيازات ضريبية، وحوافز للبنية التحتية، ولوائح تنظيمية مُخفضة لاجتذاب الاستثمارات والشركات الخاصة إلى المناطق. تعد نوعًا من المناطق الاقتصادية الخاصة حيث يمكن للشركات تحديد موقعها دون ضرائب وقيود محلية وفيدرالية معينة. تهدف مناطق المشاريع الحضرية إلى تشجيع التنمية في الأحياء المحرومة من خلال الإعفاء الضريبي والتنظيمي لرجال الأعمال والمستثمرين الذين يطلقون مشاريع تجارية في المنطقة.
تسود هذه المناطق في المملكة المتحدة والولايات المتحدة. في بلدان أخرى، كثيرًا ما يشار إلى المناطق ذات السياسات الاقتصادية المماثلة بمناطق معالجة الصادرات، ومناطق ضريبية ومعفاة من الرسوم الجمركية، ومناطق اقتصادية خاصة موجودة في الغالب في الصين والهند.

## تاريخ
شهدت سبعينيات القرن العشرين تحولًا في تخطيط المدن، تاركةً وراءها السياسيات الكينزية لجون مينارد في مرحلة ما بعد الحرب ودخلت عصرًا من آلة النمو. ازدهر التخطيط الحضري خلال خمسينيات وستينيات القرن العشرين. تعزز التخطيط بفضل فترة من النمو الاقتصادي والمادي المستمر. اضطِر الركود الاقتصادي في سبعينيات وثمانينيات القرن العشرين إلى تغيير طبيعة التخطيط الحضري. كان هذا التحول ملحوظًا بشكل خاص في المملكة المتحدة، عندما تحول الاقتصاد الرأسمالي القوي في أعقاب الركود الكبير. خسرت بريطانيا الدافع الاقتصادي الأساسي لها: شركات التصنيع.
في سياق حضري، كان على المدن تحقيق النمو بأي ثمن. بسبب الركود التضخمي للاقتصاد، تحدى المركز البريطاني لدراسات السياسات ومؤسسة التراث الأمريكي النظرية الكينزية المؤلفة من اقتصاد مختلط في القطاع الخاص مصحوبًا بتدخلات وتنظيمات حكومية. توقف تخطيط المدن عن تنظيم ومراقبة النمو، وبدأ في تعزيز هذا النمو بأي وسيلة ممكنة: من خلال الامتيازات الضريبية، أو رفع القيود التنظيمية، أو حوافز البنية التحتية. من خلال تشجيع النمو الحضري، كانت سلطات المدنية تتوقع تعزيز الاقتصاد، وخفض معدلات البطالة، والتقليل من تعفن أو فساد مدنها الرئيسية.

## النظرية
تطور مفهوم منطقة المشاريع من مجموعة من النظريات والسياسات والقوى الاجتماعية. يرتبط المبدأ ارتباطًا وثيقًا بنظرية اقتصاديات الموارد الجانبية وافتراض استجابة أصحاب العمل إيجابيًا للحوافز الضريبية واللوائح التنظيمية الحكومية المُخفضة. يشير مبدأ منطقة المشاريع إلى أن الاستثمار سيتحسن بتشجيع إنتاج السلع؛ ولذلك فإن توريد السلع والخدمات وتوفير فرص العمل سيزدادون تبعًا لذلك.
يُقترح إنشاء مناطق للمشاريع كآلية سياسة، لتحفيز النشاط الاقتصادي في المناطق المتدهورة. مقارنة بالمناطق الأخرى، تتسم هذه المناطق بمعدلات بطالة أعلى، ومستوى دخل أقل، وفرص عمالة أقل، وأراض خالية، وتدهور البناء والبنية التحتية. توفر برامج مناطق المشاريع حوافز للأعمال التجارية للتغلب على العقبات الاقتصادية التي تعوق النمو الاقتصادي.